# Héctor Coire
Héctor Coire (Buenos Aires; 2 de diciembre de 1917 - Montevideo, Uruguay; 2 de enero de 1974) fue un presentador de televisión y actor de radio, cine y teatro argentino. Era hijo de los actores Ernesto Coire y Benita Puértolas.

## Actividad profesional
A temprana edad apareció en una película muda y más adelante trabajó en el teatro junto a Enrique de Rosas y Florencio Parravicini.
En el detrás de escena del programa Sábados de la bondad, Coire fue la persona que le eligió el nombre artístico a María Cristina Lancelotti, más conocida, después, como Valeria Lynch
En radio trabajó en radioteatros en Radio Splendid formando rubro con Nydia Reynal. También lo hizo en Radio El Mundo en Barrio Gris con Susana Mara y también con Iris Marga.
En el teatro trabajó en Drácula, la obra de Balderston y Deane traducida por Benjamín Díaz que se estrenó en el Teatro Apolo el 24 de enero de 1947 bajo dirección de Arsenio Perdiguero Díaz, en la cual hacía el papel de John Harker.
En la década de 1960 se convirtió en un popular conductor de televisión. Algunos de los programas que presentaba fueron Casino Philips (1960) en el Canal 13, Los Novios del 13 (1961), Sálvese quien pueda (1963), El Show del Mediodía (1963/65) y Sábados de la bondad (1968/70) por Canal 9.
Por su elegancia y porte se lo llegó a comparar al actor y cantor Hugo del Carril con él.
El 2 de agosto de 1962 se funda el Club de los abuelos Héctor Coire en homenaje al ilustre artista por parte de la señora Delfina Jáuregui de Yanuzzi en su domicilio particular situado en el barrio Flores de la provincia de Buenos Aires.

## Vida privada
Su madre fue la actriz dramática española Benita Puértolas, fallecida en septiembre de 1968. Fruto de un matrimonio de varios años desde 1966 tuvo a su único hijo, llamado Leonardo Coire, que siguió con la vocación de su padre.

## Fallecimiento
El actor Héctor Coire falleció sorpresivamente de un infarto del miocardio el 2 de enero de 1974 en Uruguay, donde se encontraba temporalmente. Sus restos descansan en el Panteón de la Asociación Argentina de Actores del Cementerio de la Chacarita. Tras el paso de los años surgió la leyenda sobre un presunto caso de catalepsia que lo habría afectado, cuando supuestamente se exhumó su cuerpo en la Chacarita y vieron que se encontraba boca abajo, con el ataúd rasguñado y sus dedos ensangrentados. Esta historia fue desmentida por parte de sus familiares . Coire tenía 56 años.

## Filmografía
Actor
- La vida de una mujer (1951)
- Escuela de campeones (1950)
- Besos perdidos (1945)
- El mozo número 13 (1941) …Perico
- La quinta calumnia (1941)
- Volver a vivir (1941)
- Así es la vida (1939)
- Entre el barro (1939)
- Atorrante (La venganza de la tierra) (1939)
- La que no perdonó (1938) .... Pablito Medina
- Los locos del cuarto piso (1937)
- Cadetes de San Martín (1937)

## Radio
- Teatro Radical (1942), con Antonia Herrero y Angelina Pagano.
- Lo mejor de los tres (1942), junto a Malvina Pastorino y Pedro Tocci.[8]
- Cada hogar es un ring (1965), junto a Iris Láinez.
- Historia entre dos cartas

## Televisión
- Casino Philips (1960)
- Los Novios del 13 (1961)
- Nace una estrella (1961)
- El precio justo (1962)
- Sálvese quien pueda (1963)
- El Show del Mediodía (1963/65)
- El Show de la alegría (La feria de la alegría) (1963/1966)
- Mi querido sobrino (1964)
- Sálvese quien pueda (1965), con Gloria Raines.
- Sábados de la bondad (1968/70)
- El club de los optimistas (1972)

## Teatro
- Micrófono (1943)
- No es cosa para chicas (1944), junto a María Duval.
- Drácula (1947)
- Mi suegra es una fiera (1952), dirigida por Juan Carlos Thorry en el Teatro Apolo.